# Fayga Ostrower
Fayga Perla Ostrower (ur. 14 września 1920 w Łodzi, zm. 13 września 2001 w Rio de Janeiro) – brazylijska malarka, rytowniczka, projektantka i ilustratorka pochodząca z Polski.

## Życiorys
Urodziła się w rodzinie polskich Żydów jako Fajga Perla Krakowska, w 1921 razem z rodziną przeniosła się do Elberfeld, a następnie do Barmen w Niemczech. Tam Fayga ukończyła szkołę podstawową, a w związku z narastaniem w Niemczech nastrojów antyżydowskich rodzina początkowo przeprowadziła się do Belgii, a następnie w 1934 do Brazylii gdzie zamieszkali w Nilópolis. Studiowała malarstwo i grafikę w Fundação Getúlio Vargas, równocześnie pracowała jako sekretarka w Stowarzyszeniu Sztuk Pięknych. Do jej wykładowców należeli m.in. drzeworytnik Axl Leskoschek, grafik Tomás Santa Rosa, malarka Anna Levy i grawer Carlos Oswald. Studia ukończyła w 1947, od 1951 jej prace uczestniczyły w krajowych i międzynarodowych wystawach sztuki. W 1951 otrzymała nagrodę na Biennale w São Paulo, w 1958 na Biennale w Wenecji, w 1960 w Meksyku, w 1962 ponownie w Wenecji i w 1967 w São Paulo. Od 1954 do 1970 wykładała kompozycję i analizę krytyczną w Muzeum Sztuki Nowoczesnej w Rio de Janeiro. W 1955 otrzymała stypendium z programu Fulbrighta i przez rok przebywała w Nowym Jorku doskonaląc sztukę grawerowania pod kierunkiem Stanleya Williama Haytera. Na początku lat 60. wykładała w londyńskiej Slade School of Fine Arts, a w 1964 w Spelman College w Atlancie. Zajmowała stanowiska w ramach studiów podyplomowych na różnych brazylijskich uniwersytetach. Następnie zajęła się opracowywaniem merytorycznej strony kursów plastycznych dla pracowników oświaty i domów kultury, a także prowadziła wykłady w różnych instytucjach kultury.
Zmarła w 2001, a rok później w Rio de Janeiro powstał instytut jej imienia, którego celem jest upamiętnienie artystki, zachowanie pamiątek i dokumentów po niej, wspieranie kreatywności młodych twórców, upowszechnianie ich sztuki i pomoc podczas studiów interdyscyplinarnych.

## Życie prywatne
W 1941 poślubiła niemieckiego działacza marksistowskiego Heinza Ostrowera, oboje naturalizowali się w 1951, mieli syna Carla Roberta (ur. 1949) i córkę Annę Leonor (ur. 1952).

## Członkostwo
- 1963–1966 – prezydent Associação Brasileira de Artes Plásticas (Brazylijskie Stowarzyszenie Sztuki);
- 1978–1988 – dyrektor brazylijskiego komitetu Międzynarodowego Towarzystwa Edukacji poprzez Sztukę UNESCO (INSEA);
- Członek honorowy Akademii Sztuki i Projektowania we Florencji;
- 1982–1988 – członek Conselho Estadual de Cultura (Rada Kultury stanu Rio de Janeiro).

## Wystawy

### Zbiorowe
- 1951–1967 – Biennale w São Paulo;
- 1957 – Sztuka współczesna w Brazylii (Buenos Aires, Rosário, Santiago, Lima);
- 1958 i 1962 – Biennale w Wenecji;
- 1960 – Biennale w Meksyku;
- 1960 – Wystawa sztuki grawerskiej w Ameryce Łacińskiej Certame, Buenos Aires;
- 1965 – Współczesna sztuka brazylijska (Londyn, Wiedeń, Bonn);
- 1965 – Współcześni rytownicy brazylijscy (Cornell University);
- 2012 – Centro Cultural Rio de Janeiro: Diálogos

### Indywidualne
- 1955 – Siedziba Organizacja Państw Amerykańskich, Waszyngton
- 1957 – Fine Arts Museums of San Francisco
- 1959 – Stedelijk Museum, Amsterdam
- 1960 – Art Institute of Chicago
- 2011-12 – Museu Lasar Segall, São Paulo

## Prace w kolekcjach muzealnych
- Museu de Arte Contemporânea da Universidade de São Paulo
- Institute of Contemporary Arts, Londyn
- Muzeum Wiktorii i Alberta, Londyn[4]
- Muzeum Albertina, Wiedeń
- Museum of Modern Art, Nowy Jork[5]
- Pennsylvania Academy of the Fine Arts, Filadelfia
- Biblioteka Kongresu, Waszyngton
- Art Institute of Chicago
- Fayga Ostrower Institute, Rio de Janeiro
- Muzeum Sztuki w Łodzi

## Odznaczenia i nagrody
- 1972 – Order Rio Branco;
- 1998 – Order Zasługi Kulturalnej;
- 1999 – Grande Prêmio de Artes Plásticas (Wielka Narodowa Nagroda Artystyczna – Ministério da Cultura do Brasil).